# Lijst van watertorens in Groningen
Deze lijst vormt een overzicht van watertorens in Groningen.
| Watertoren                        | Plaats      | Provincie | Bouwjaar | Afgebroken | Hoogte   | Inhoud        | Architect          | Foto |
| --------------------------------- | ----------- | --------- | -------- | ---------- | -------- | ------------- | ------------------ | ---- |
| Delfzijl                          | Delfzijl    | Groningen | 1966     |            | onbekend | onbekend      |                    |      |
| Groningen (Hereweg)               | Groningen   | Groningen | 1880     | 1970       | 34,80 m  | 675 m³        | B.A. Salbachen     |      |
| Groningen (Noorderbinnensingel)   | Groningen   | Groningen | 1908     |            | 45,30 m  | 1000 m³       | Carl Francke       |      |
| Groningen (Hofstede de Grootkade) | Groningen   | Groningen | 1912     |            | 56,30 m  | 1000 + 782 m³ | J.A. Mulock Houwer |      |
| Oude Pekela                       | Oude Pekela | Groningen | 1938     |            | 48 m     | 1000 m³       | H.F. Mertens       |      |
| Stadskanaal                       | Stadskanaal | Groningen | 1935     |            | 42,76 m  | 900 m³        | H.F. Mertens       |      |
| Wagenborgen                       | Wagenborgen | Groningen | 1920     | 2007       | onbekend | onbekend      |                    |      |
| Winschoten                        | Winschoten  | Groningen | 1902     | 1967       | 34 m     | onbekend      | J.Schotel          |      |

Drenthe ·
Flevoland ·
Friesland ·
Gelderland ·
Groningen ·
Limburg ·
Noord-Brabant ·
Noord-Holland ·
Overijssel ·
Utrecht ·
Zeeland ·
Zuid-Holland